# 破錠
破錠（はじょう）とは、ピッキングやサムターン回し等の作業を行わず、鍵のシリンダーを何かしらの手段で破壊し開錠する方法である。

## 概要
破錠を行った場合、シリンダーは使えなくなるので必然的に鍵の交換が必要になる。
サムターン回し等で開錠するより、破錠で開錠した方が早い場合がある。
破錠の主な対象となるのは、例えばマンション等でドアスコープが無い扉、一戸建ての玄関や勝手口、サムターンが防犯性が高い物がついていた場合、その他、サムターン回しの器具で開けられない物が対象となる。